# Byl by to hřích
Byl by to hřích (v anglickém originále It's a Sin podle stejnojmenné písně skupiny Pet Shop Boys) je britská pětidílná minisérie, kterou premiérově odvysílal televizní kanál Channel 4 od 22. ledna do 19. února 2021. Seriál zachycuje skupinu mladých lidí žijících v Londýně v letech 1981 až 1991.

## Děj
V roce 1981 se v Londýně seznamuje skupina pěti mladých lidí – čtyři gayové a jedna heterosexuální dívka. Ritchie Tozer přijíždí do města z ostrova Wight na studia práv. Na škole potkává Ashe Mukherjee a Jill Baxterovou. Následně přestoupí ze studia práv na herectví. Roscoe Babatunde utíká z domova, aby ho silně věřící rodiče neposlali na léčbu do Nigérie. Colin Morris-Jones přijíždí z Walesu a nastupuje do učení do pánského krejčovství. Zde se seznámí s kolegou Henrym Coltranem, který žije se svým partnerem. Jill, Ash a Ritchie si pronajmou jeden zanedbaný byt ve městě a kvůli nižšímu nájemnému přiberou jako spolubydlící Roscoea a Colina. Jednoho dne Henry onemocní podivnou chorobou a je izolován v nemocnici. Colin ho chodí navštěvovat, ale Henry náhle umírá. Do Spojeného království dorazí z USA zvěsti o rakovině, která zabíjí výhradně homosexuály, ovšem přátelé jim nevěnují pozornost a považují je za výmysly. Jednoho dne však Gregory, jejich společný známý, poprosí Jill, aby mu obstarala nákupy, protože je infikovaný a nemůže vycházet. Gregoryho následně odvezou rodiče do Glasgowa, kde umírá na AIDS. Colin jede se svým šéfem do na služební cestu do New Yorku. Jill jej poprosí o dovoz knih pojednávající o neznámé nemoci. Protože Collin odmítne mít sex se svým šéfem, je po návratu okamžitě propuštěn. Jill se začne vypomáhat na telefonní lince v boji proti AIDS. Její přátelé, především Ritchie její angažovanost však nechápou. Colin ve své nové práci dostane epileptický záchvat. Vrací se proto domů, kde je však nuceně izolován v nemocnici a jeho matka se dozví, že má AIDS, a nesmí se s ním vídat. Jill a Ash kontaktují právničku, která Colinovi pomůže. Ritchie se na castingu seznamuje se svým novým milencem Donaldem. Když zjistí, že Donald má na kůži rakovinový nádor, přeruší s ním styky. Posléze získá jeho roli, protože Donald odjel z Londýna domů. Když se přátelé dozvědí, že Colin zemřel, rozhodnou se nechat se všichni otestovat. Ash a Roscoe mají negativní nález, ale Ritchie si pro výsledky nejde. Přesto tuší, že je asi nakažený. Ani v této situaci nedokáže rodičům říct pravdu o své homosexualitě či nemoci. Roscoe navazuje vztah s jedním konzervativním poslancem. Jill a Ash organizují s přáteli pouliční protest, během kterého jsou všichni zatčeni. V policejním voze Ritchie ostatním sdělí, že má AIDS. Po jednom záchvatu skončí Ritchie v nemocnici, kam za ním přijedou jeho rodiče, kteří jsou konfrontováni s realitou. Jeho matka Valerie dává vše za vinu Jill. Roscoe potkává v nemocnici svého otce, který se jako pastor v Africe setkal s nelidským zacházením s nemocnými, a prosí syna o odpuštění. Ritchieho rodiče odvážejí domů. Jill pravidelně telefonuje, ale matka jakýkoliv kontakt odmítá. Přátelé proto odjíždějí na ostrov, kde si pronajmou hotel a snaží se Ritchieho kontaktovat. Ritschie však umírá, aniž by se s ním přátelé mohli rozloučit.

## Obsazení
| Olly Alexander       | Ritchie Tozer       |
| Nathaniel Curtis     | Ash Mukherjee       |
| Omari Douglas        | Roscoe Babatunde    |
| Lydia West           | Jill Baxter         |
| Callum Scott Howells | Collin Morris-Jones |
| Shaun Dooley         | Clive Tozer         |
| Keeley Hawes         | Valerie Tozer       |
| Andria Doherty       | Eileen Morris-Jones |
| Neil Ashton          | Grizzle             |
| David Carlyle        | Gregory Finch       |
| Tracy Ann Oberman    | Carol Carter        |
| Stephen Fry          | Arthur Garrison     |
| Neil Patrick Harris  | Henry Coltrane      |
| Nathaniel Hall       | Donald Bassett      |